# Valkounský dům
Valkounský dům je měšťanský dům v Praze na Malé Straně na adrese Nerudova 211/14.

## Historie
Původně gotický dům byl výrazně renesančně a nakonec barokně přestavěn. Jeho význam spočívá mj. v tom, že jej vlastnil a také přestavěl Jan Blažej Santini-Aichel, který jej koupil roku 1705 za 3000 zlatých a až do své smrti roku 1723 jej obýval. Roku 1727 dům prodala Santiniho vdova za 4580 zlatých. Santini dům přestavěl zřejmě krátce po jeho zakoupení.
Až do konce 18. století vlastnili dům významní malostranští zlatníci. Na počátku 19. století zde byla pekárna. V současné době slouží dům jako hotel Nerudova 211. 

## Popis

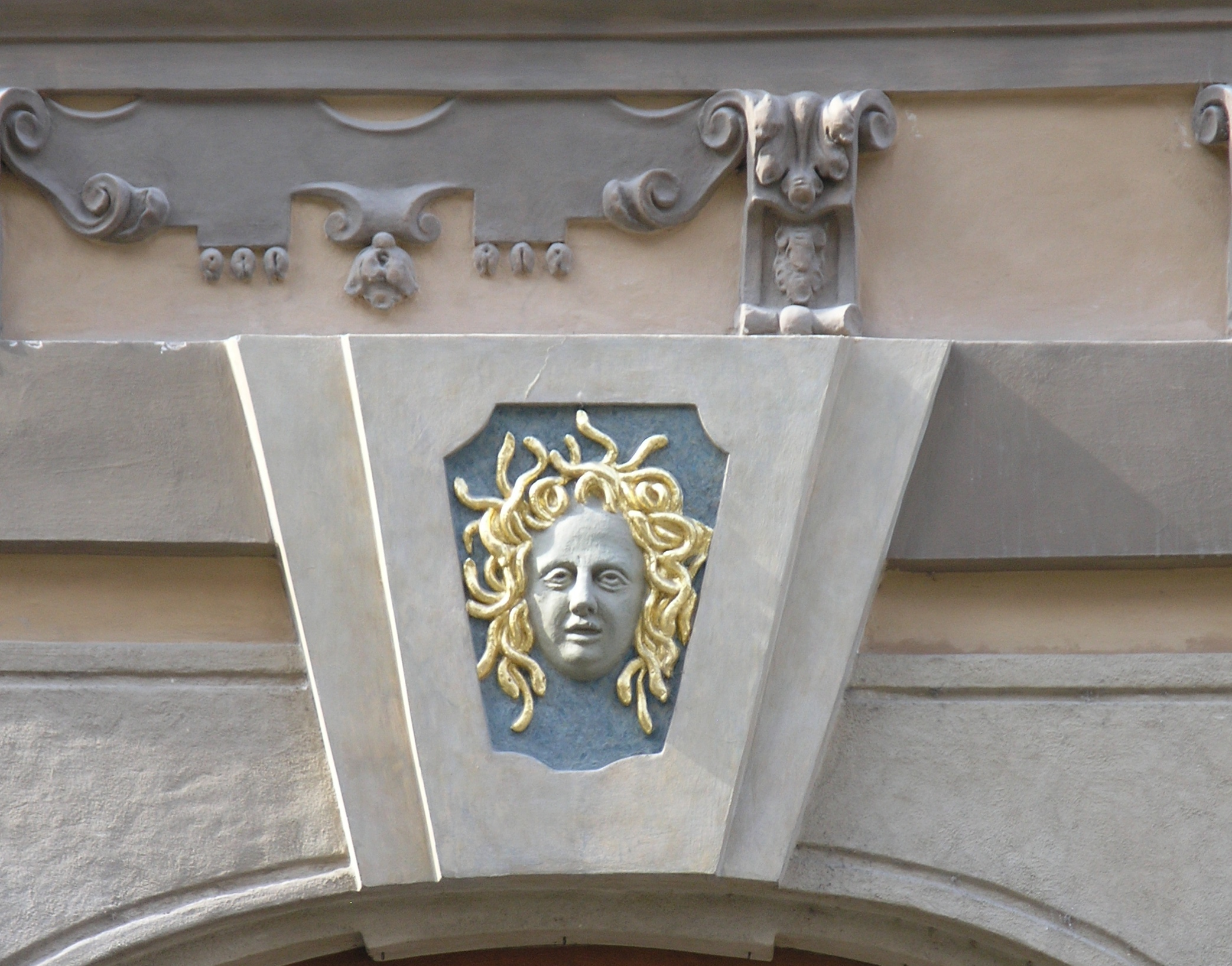
Detail výzdoby fasády

Dům, situovaný na hluboké, ne zcela pravidelné parcele se skládá z přední trojpatrové obytné budovy a zadního dvorku obestavěného dalšími budovami. Levou část přízemí zaujímá dnes předělený průjezd.
Pravidelně komponované průčelí do Nerudovy ulice je čtyřosé. Parter prolamuje dvojice shodně plošně utvářených portálů vjezdu a obchodního výkladce. Okna prvního patra jsou zdůrazněna nadokenními římsami segmentově či kýlovitě projmutými v rytmu ABBA. Průčelí vrcholí rozeklaným štítem do něhož je vsazen mohutný vikýř s oválným okulem. Po jeho stranách je na soklech navíc umístěna dvojice ozdobných váz.
Průčelí je bohatě dekorováno pozdně barokním štukem z doby kolem roku 1740. Tato výzdoba se soustředí především na bohaté rámování oken tvořené kromě šambrán a zmíněných říms ještě suprafenestrami a čabrakovými podokeními poli. V ose fasády je nad okny druhého patra umístěna oválná štuková kartuš rámující malbu Panny Marie se Svatou trojicí.
Není přitom zcela jasné, které části fasády mohou pocházet již ze Santiniho přestavby.